# 마르틴 카이머

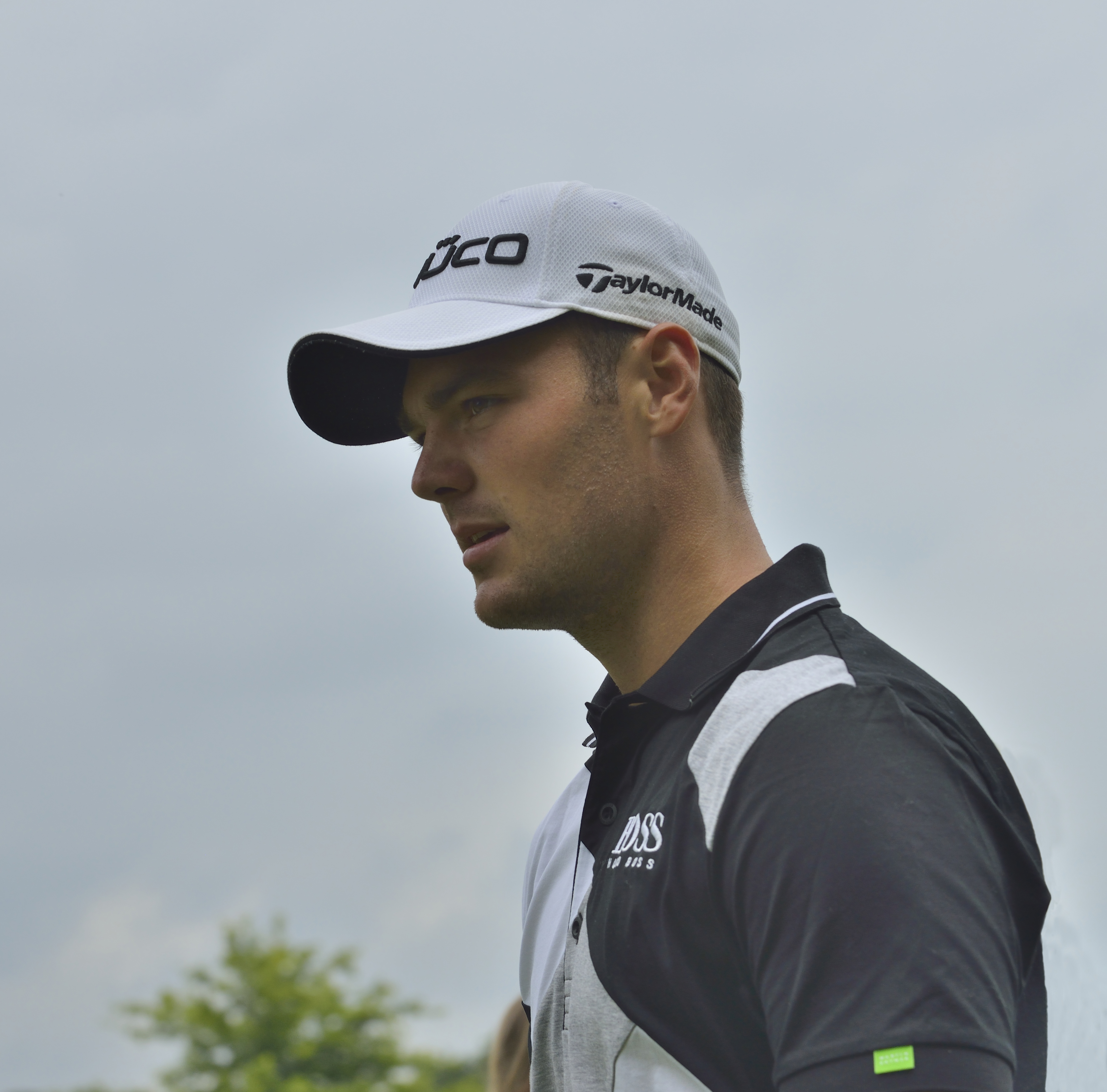
마르틴 카이머 (2012년)

마르틴 카이머(독일어: Martin Kaymer, 1984년 12월 28일 ~ )는 독일의 골프 선수이다. 분데스리가 출신의 축구 선수인 아버지를 두었으며 카이머 본인도 15세까지 클럽 유소년 팀에 소속되어 있었다. 축구를 그만두고 골프로 전향한 이유에 대해서는 "축구를 하려면 10명의 동료가 있어야 하고 성공하기 위해서는 적잖은 운이 필요하기 때문"이라고 말했다. 2005년 프로로 전향했으며 이듬해인 2006년 상금랭킹 4위에 올라 2007년 헨리 코튼 신인상을 획득했다. 2008년 아부다비 챔피언십에서 첫 우승을 기록했고 2010년에는 그랜드 슬램 중 하나인 PGA 챔피언십에서 우승했다. 2011년 타이거 우즈에 이은 역대 두 번째 어린 나이에 세계 랭킹 1위에 등극했다.

## 주요 경력
- 2008년: 아부다비 챔피언십, BMW 인터내셔널 오픈
- 2009년: 프랑스 알스톰 오픈, 바클레이스 스코티시 오픈
- 2010년: 아부다비 챔피언십, PGA 챔피언십, KLM 오픈, 알프레드 던힐 링크스 챔피언십
- 2011년: 아부다비 HSBC 챔피언십